# Valladolid

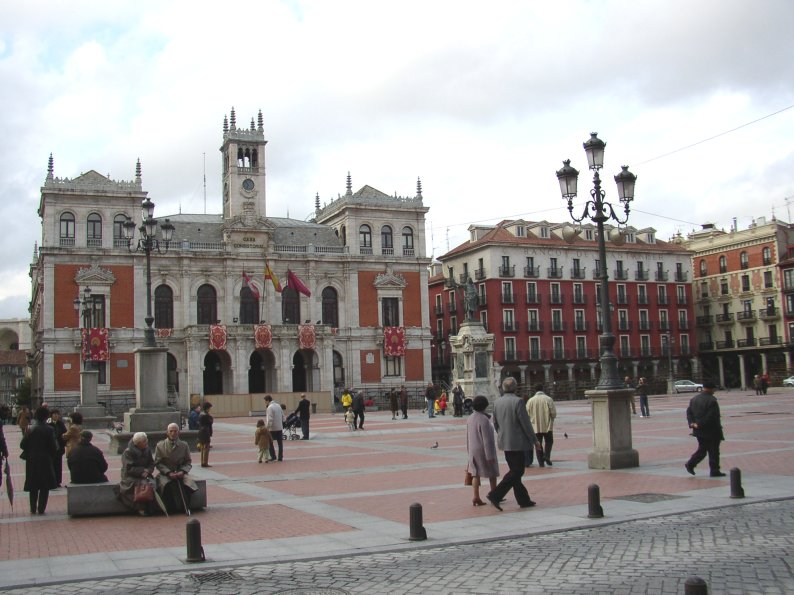
Tòa thị chính Valladolid

Valladolid là thành phố ở phía bắc Tây Ban Nha, thủ phủ của tỉnh cùng tên, nằm bên sông Pisuerga. Thành phố này có các công trình nổi bật như Nhà thờ Santa María la Antigua được xây xong vào thế kỷ 13; nhà thờ Colegio de Santa Cruz thế kỷ 15 (hiện có một viện bảo tàng bên trong); nhà thờ thế kỷ 16 có phong cách kiến trúc hậu Phục Hưng; nơi ở cuối cùng của Christopher Columbus. Thành phố này đã là thủ đô của Tây Ban Nha trước Madrid.